# Movimiento Social Italiano
El Movimiento Social Italiano (en italiano: Movimento Sociale Italiano, abreviado MSI), más tarde denominado Movimiento Social Italiano-Derecha Nacional, fue un partido político italiano de ideología neofascista o post-fascista. Formado en 1946 por seguidores del exdictador italiano Benito Mussolini, y sobre todo de la experiencia de la República Social Italiana, el partido se convirtió en el cuarto partido de Italia por la década de 1960. El MSI dio apoyo local y, ocasionalmente, nacional a Democracia Cristiana en los años 40 y 50. A principios de los 60, el partido fue perdiendo relevancia en la política italiana, para ganarla de nuevo en parte en la década de 1980.
El partido se transformó finalmente en Alianza Nacional (AN) en 1995; una pequeña minoría, en desacuerdo con esta refundación, se escindió entonces y creó el Movimiento Social Llama Tricolor.

## Antecedentes
El MSI derivó su nombre y sus ideales de la República Social Italiana (RSI), creada por Benito Mussolini en 1943, bajo la protección de la Alemania nazi; el partido dominante de esta, el Partido Fascista Republicano (PFR), inspiró la creación de la MSI, siendo este visto asimismo como sucesor del PRF y del Partido Nacional Fascista (PNF). El MSI fue formado por veteranos y líderes de la Italia fascista. El partido sin embargo trató de modernizar y revisar la doctrina fascista en una dirección más moderada y sofisticada.

## Historia

### Primeros años (1946-1954)
El MSI fue creada por un grupo de veteranos fascistas el 26 de diciembre de 1946 en Roma, y el exoficial del gobierno fascista Giorgio Almirante se convirtió en el primer líder del partido. Los tres objetivos iniciales del partido fueron principalmente revivir el fascismo de Mussolini, atacar a la democracia italiana y la lucha contra el comunismo. Sin embargo, debido a la Constitución italiana de la posguerra y a los acuerdos con las fuerzas aliadas, abogaba por que la vuelta al fascismo se hiciese con discreción. A pesar de adaptarse a las normas democráticas, su ideología era manifiesta y claramente contraria a la democracia liberal. 
El MSI inicialmente obtuvo el apoyo financiero de empresarios y terratenientes ricos debido a sus temores de una posible Italia comunista. En las primeras elecciones generales democráticas, en 1948, el partido obtuvo siete diputados y un senador. Pronto surgieron conflictos internos entre conservadores que buscaban participar en la OTAN y aliarse con los monárquicos y los demócrata-cristianos, y los intransigentes que querían un partido antiestadounidense y antisistema. Almirante fue sustituido en el liderazgo del partido debido a su inflexible posición anti-OTAN de 1950. Fue reemplazado por el conservador Augusto De Marsanich, bajo cuya dirección el partido obtuvo un fuerte crecimiento electoral.

### Arturo Michelini (1954-1969)
Cuatro años más tarde, en 1954, De Marsanich fue reemplazado por Arturo Michelini. Los elementos conservadores dominaron el partido en los años 50 y 60, manteniendo un discurso bastante moderado respecto a etapas anteriores. Sin embargo, al igual que anteriormente siguió reclamando la ilegalización del Partido Comunista Italiano. En la década de 1950, el MSI se había convertido en la cuarta fuerza política de Italia, y el sistema de partidos italiano fue único en Europa en tener una continua y significativa presencia neofascista desde el final de la Segunda Guerra Mundial. Michelini estableció la estrategia de inserimento  (inserción) durante su dirección del partido, es decir, lograr la aceptación a través de la cooperación con otros partidos. Descontentos con el enfoque del MSI dentro del parlamentarismo y los intentos de establecer una imagen de respetabilidad democrática, los radicales del partido lo abandonaron y establecieron varios grupos separados. Pino Rauti fundó en 1956 el partido Ordine Nuovo, mientras que Stefano Delle Chiaie fundó Avanguardia Nazionale.
Ya en la década de 1940, los democristianos aceptaron sin mucho entusiasmo y discretamente el apoyo del MSI para mantener a los comunistas fuera del gobierno de la ciudad de Roma. Los democristianos aceptaron además el respaldo del partido (junto con monárquicos y liberales) para apuntalar sus gobiernos minoritarios a finales de los 50. En 1960, el MSI incluso se convirtió en el único apoyo del gobierno en minoría de DC, lo que tuvo unas enormes implicaciones políticas. En el congreso nacional del MSI en 1960 en Génova, estallaron protestas por parte de militantes antifascistas debido a las preocupaciones de la izquierda por el creciente papel del partido en la política italiana. Estas protestas se extendieron a otras ciudades italianas, dando lugar a violentos enfrentamientos con la policía, lo que llevó al gobierno a prohibir que el congreso del MSI se llevara a cabo. El propio gobierno dimitió a los pocos días, lo que relegó la MSI a un segundo plano, comenzando el declive del partido. Este evento marcó el final fallido de la estrategia del inserimento. 
A principios de 1960, se hicieron comunes los altercados entre los partidarios del MSI e izquierdistas radicales. Después de la victoria de un gobierno de centro-izquierda en 1963, Democracia Cristiana ya no necesitó el apoyo parlamentario del MSI. El partido fue marginado por todos los demás partidos, pasando a ser su principal objetivo entrar de nuevo dentro del juego político. 

### Giorgio Almirante (1969-1987)

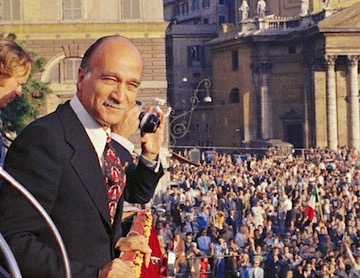
Giorgio Almirante, líder del MSI, durante un mitin en Roma (década de 1970).

Michelini fue el líder del partido hasta su muerte en 1969, cuando Almirante, primer líder del partido, recuperó la secretaría general. Este intentó revitalizar el partido mediante el retorno del mensaje anticomunista y la aplicación de una política agresiva contra los levantamientos estudiantiles de izquierda inspirados en el mayo del 68; estas circunstancias hicieron desaparecer prácticamente a las juventudes del partido del mundo estudiantil. A raíz de la estrategia fallida del inserimento de Michelini, Almirante presentó una doble estrategia, con un duro discurso antisistema combinado con la creación de un proyecto más amplio de "Derecha Nacional" (Destra Nazionale), adoptando la denominación de Movimento Social Italiano–Derecha Nacional (Movimento Sociale Italiano–Destra Nazionale). El partido se recuperó apoyo tanto entre los conservadores como entre los radicales, comenzado a cooperar con el Partido Nacional Monárquico, y reintegrado a Pino Rauti y otros radicales en el partido.
En noviembre de 1970 el MSI celebró su IX Congreso, en el que abandonó la camisa negra y el saludo fascista y aceptó la democracia. El partido creció con fuerza en la década de los 70, y casi duplicó su apoyo en las elecciones generales de 1972, después de haber presentado una lista conjunta con los monárquicos. El MSI reclamó poseer 420.000 miembros en 1973, pero su apoyo retrocedido en las elecciones generales de 1976, y muchos conservadores abandonaron el partido, dejándolo con 279.000 miembros en ese año. Los moderados formaron Democracia Nacional, pero a pesar de llevarse consigo la mitad de la representación parlamentaria del MSI y casi la totalidad de su hacienda pública, el nuevo partido desapareció en las siguientes elecciones generales.
Durante la década de los 70 y principios de los 80, una segunda ola de terrorismo de grupos de derecha en Italia llevó a algunos miembros del MSI a radicalizarse, y algunos dejaron el partido para formar nuevos grupos. El MSI se volviendo poco a poco más tolerado por los partidos mayoritarios, al paso que sus insistentes condenas a la violencia iban ganando credibilidad. 
En 1983 el MSI publicó un Manifiesto dirigido a los italianos en el que se manifestaba partidario del sistema democrático aunque sin revisar el pasado ni condenar el fascismo. De hecho, hasta su XIV congreso no se integró plenamente en las labores parlamentarias. Ese mismo año, después de convertirse en primer ministro Bettino Craxi, del Partido Socialista Italiano, se reunió con los líderes del MSI, y más tarde su oficina emitió una declaración que expresa su pesar por la "guetización" del partido. En 1984, representantes de alto nivel de Democracia Cristiana, el Partido Liberal Italiano y el Partido Socialista Democrático Italiano asistieron al congreso del partido por la primera vez. Al año siguiente, se le concedió un puesto en el consejo de administración de la Radiotelevisione Italiana (RAI).

### Gianfranco Fini (1987-1995)
Gianfranco Fini se hizo cargo de la dirección del partido en 1987, como sucesor y candidato apoyado por la vieja guardia del partido. Sin embargo, tras la muerte del Almirante al año siguiente, Fini se quedó sin su protector. Fini fue visto entonces como un líder débil, incapaz de revertir la decadencia y el aislamiento del partido, adoptando una serie decisiones agresivas contra la oposición interna. La desaparición de la URSS, la corrupción y los fallecimientos de Almirante y Romualdi dividieron al MSI en moderados, agrupados en torno a Gianfranco Fini y continuistas (seguidores de Rauti). 
En 1990 Rauti se hizo brevemente con la secretaría general y, buscando en vano el voto de la izquierda, transformó el anticomunismo en ataques al sistema liberal, parlamentario y capitalista; esto hizo que el partido perdiera más simpatizantes y ese año, en las elecciones municipales sólo obtuvo el 4% de votos. Rauti dimitió en 1991 y Fini recuperó la dirección del partido. 
Este trató ahora de restar importancia a los orígenes fascistas del MSI, dividiendo aún más al partido; transformó al MSI en la más moderada Alianza Nacional (AN), alejándose del estrategia de la "Derecha Nacional" Almirante de los años 70. Fini no tardó en ser visto como un dirigente político hábil, ganándose el apoyo de la mayoría del partido.
A principios de los '90 estalló el escándalo del proceso Manos Limpias, descubriendo un grupo de jueces un sistema generalizado de corrupción en todos los partidos mayoritarios, y siendo llevados a juicio muchos políticos importantes. Los escándalos fueron devastadores para los principales partidos y dio lugar a su disolución. A medida que la llamada "Primera República" se derrumbó, el MSI sobrevivió al no estar involucrarse en los escándalos debido a no haber tomado parte en la vida política italiana. Sin embargo, una transformación radical tuvo lugar al romper con su herencia fascista; al mismo tiempo, el fin de la Guerra Fría contribuyó a moderación de la política italiana. Los escándalos de corrupción llevaron a la política en Italia a ser muy personalista, y en 1993 Fini y Alessandra Mussolini sorprendentemente obtuvieron un gran apoyo sin precedentes en sus candidaturas a las alcaldías de Roma y Nápoles, respectivamente. Aunque perdieron las elecciones, cada uno logró cerca del 45% de los votos. 
El proyecto de AN fue ideado en 1993, presentándose a las elecciones generales de 1994; finalmente en enero de 1995 el MSI se disolvió y fue reemplazado por AN. Rauti y otros radicales intentaron reconstituir el MSI como la Llama Tricolor, sin lograr el éxito de su predecesor. Fini, a su vez pasó a dirigir AN, con un gran crecimiento electoral respecto al MSI, dentro de la coalición el Polo del Buen Gobierno con la recién creada Forza Italia de Silvio Berlusconi, formando parte seguidamente de sus gobiernos. En sólo unos pocos años, Fini llevó al MSI desde una posición de estancamiento a participar en la coalición de gobierno. Aunque no se puede achacar únicamente a este hecho el resurgimiento del partido, podría decirse que este no habría tenido lugar sin los efectos de los escándalos del proceso Manos Limpias.

## Ideología
El programa político de MSI nunca fue muy concreto, pero siempre hizo hincapié en los valores sociales tradicionales, la ley y el orden, y la hostilidad hacia las minorías sociales y las libertades civiles. El sindicalismo, corporativo y vertical, el intervencionismo estatal en economía y educación junto al confesionalismo católico completaban su propuesta política, que apenas revisa el fascismo histórico. Abogó por un Estado centralizado sin delegar competencias a las regiones, con una forma de gobierno presidencial. El partido siguió una política dual, en la que se combinaba el discurso antisistema con una más práctica de cooperación electoral con la derecha convencional. A pesar de que fue durante mucho tiempo preocupado por el debate del fascismo y el antifascismo, el partido se distanció de este a principios de los 90 para centrarse más en los problemas contemporáneos de Italia. Asimismo, las dos facciones principales del partido acordaron después la década de 1950 que el fascismo estaba muerto, sin embargo siguieron valorando ciertos aspectos del fascismo como algo bueno a restituir. Cuando el partido se transformó en Alianza Nacional, rechazó abiertamente el fascismo, así como "cualquier tipo de totalitarismo y racismo". A diferencia de otros partidos de extrema derecha en Europa que ganaron fuerza a finales de los 80, el MSI decidió no hacer campaña en contra la inmigración. 
Respecto a política exterior, tuvo una fuerte postura nacionalista; cuando el Parlamento se votó el ingreso de Italia en la OTAN en 1949 se abstuvo, pese a expresar posteriormente su apoyo a la OTAN y la Comunidad Europea. Sin embargo, rechazaba cualquier producto o idea de origen estadounidense. El partido apoyó la inclusión de Italia en el Sistema Monetario Europeo en 1979, así como la instalación de misiles de crucero estadounidenses en Sicilia en 1983. Igualmente reclamaba Trieste e Istria dentro del territorio italiano.

## Afiliación internacional
En sus primeros años de existencia contó con el apoyo de la Liga Mundial por la Libertad y la Democracia, de la que fue socio. Desde el final de la Segunda Guerra Mundial hasta finales de los 80, el MSI fue el punto de referencia principal de la extrema derecha europea. Por iniciativa del MSI, se creó el Movimiento Social Europeo tras unas conferencias en Roma en 1950 y Malmö en 1951. A la conferencia en Malmö asistieron un centenar de delegados de grupos neofascistas franceses, británicos, alemanes, austríacos, italianos, españoles, húngaros y suecos, con algunas figuras notables como Maurice Bardèche, Karl-Heinz Priester, Oswald Mosley o Per Engdahl. El MSI también fue parte de Nuevo Orden Europeo (NEO) junto con, entre otros, la Falange Española y el Partido Socialista del Reich; debido al apoyo del MSI a la continuación del control italiano sobre Tirol del Sur, los delegados alemanes abandonaron NEO. Las crecientes divisiones y la competencia externa hizo que ambas organizaciones hubiesen desaparecido prácticamente en 1957. En una conferencia en Venecia en 1962, se creó el Partido Nacional de Europa por iniciativa del MSI, el Deutsche Reichspartei, el Movimiento Sindical, Jeune Europe, y el Mouvement d'Action Civique; esta organización desapareció en 1966. 
En respuesta al desarrollo del eurocomunismo en la década de 1970, Almirante inició la primera conferencia de la Euroderecha en Roma en 1978. La reunión contó con la franquista Fuerza Nueva, el francés Partido de Fuerzas Nuevas (PFN) y partidos de Bélgica, Portugal y Grecia; éstos no lograron reunir el apoyo suficiente para crear un grupo propio en el Parlamento Europeo tras las elecciones de 1979. Después de elecciones europeas de 1984, el MSI finalmente fue capaz de establecer un grupo parlamentario de Derecha Europea, junto con el Frente Nacional francés y la Unión Política Nacional griega. Sin embargo, tras las elecciones europeas de 1989, el MSI se negó a unirse a de nuevo al grupo debido a la incorporación de Die Republikaner, que apoyaba la incorporación de Tirol del Sur a Alemania; el Bloque Flamenco apoyó igualmente la postura del partido alemán. 
A medida que el MSI se transformó en Alianza Nacional, se distanció cada vez más de los partidos europeos de extrema derecha como el Frente Nacional de Francia y el Partido de la Libertad de Austria.